# Stazione di Molafà
La stazione di Molafà è una fermata ferroviaria al servizio dell'omonima località del comune di Sassari, lungo la ferrovia tra quest'ultimo centro ed Alghero.

## Storia

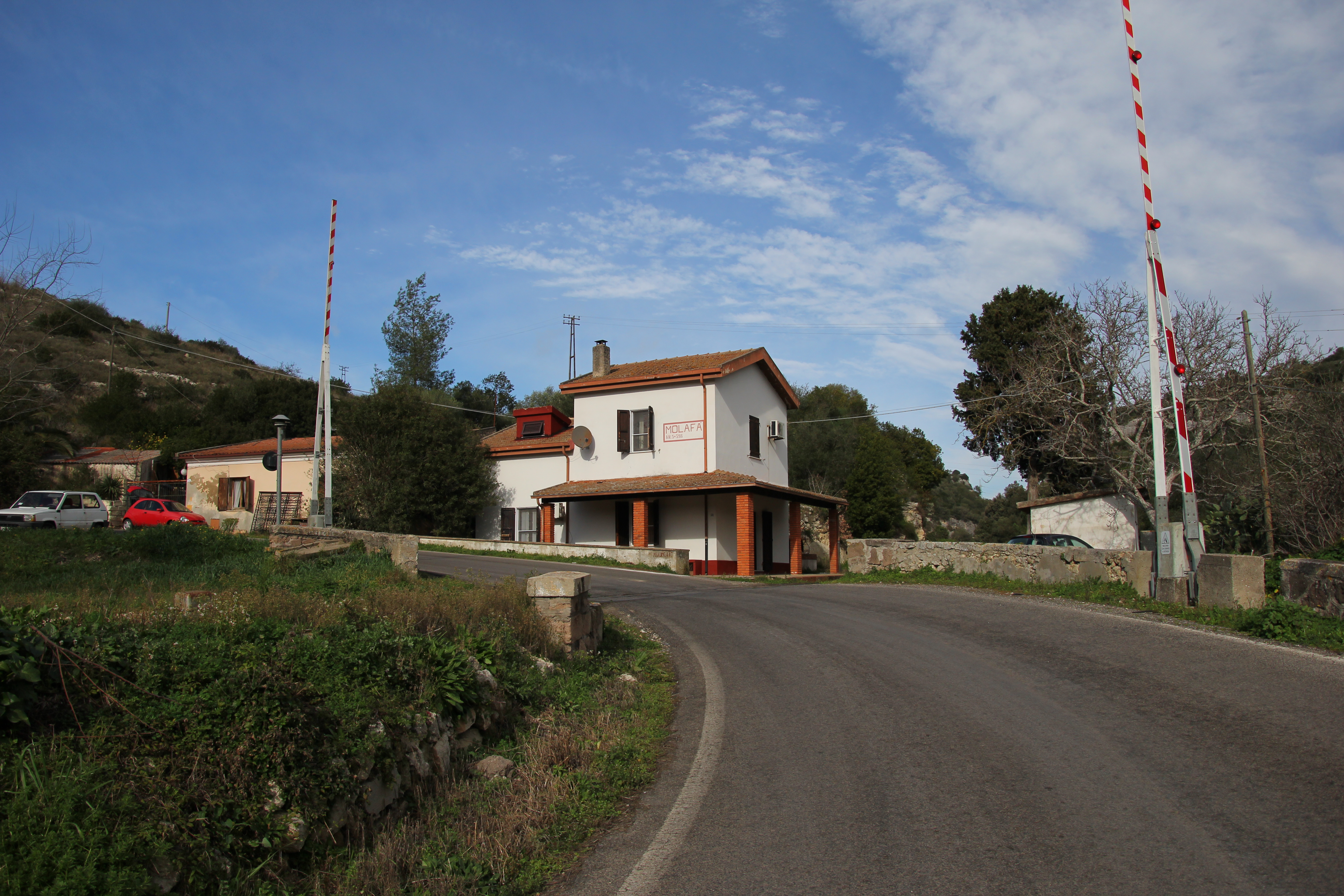
La fermata è posta nei pressi di un passaggio a livello sulla SS 127 bis

La fermata di Molafà nacque nell'ultima parte dell'Ottocento, venendo istituita in corrispondenza della casa cantoniera quattro della ferrovia a scartamento ridotto tra Sassari e Alghero, con cui fu inaugurata il 1º aprile 1889 dalla Strade Ferrate Secondarie della Sardegna, che ne fu anche la prima concessionaria.
Lo scalo, nei primi anni indicato anche come Mulafà, dal punto di vista gestionale nel corso della sua storia cambiò amministrazione varie volte, passando nell'ordine alle Ferrovie Complementari della Sardegna nel 1921, a cui seguiranno le Strade Ferrate Sarde nel 1941, le Ferrovie della Sardegna nel 1989 (poi ARST Gestione FdS dal 2008) e l'ARST nel 2010.

## Strutture e impianti

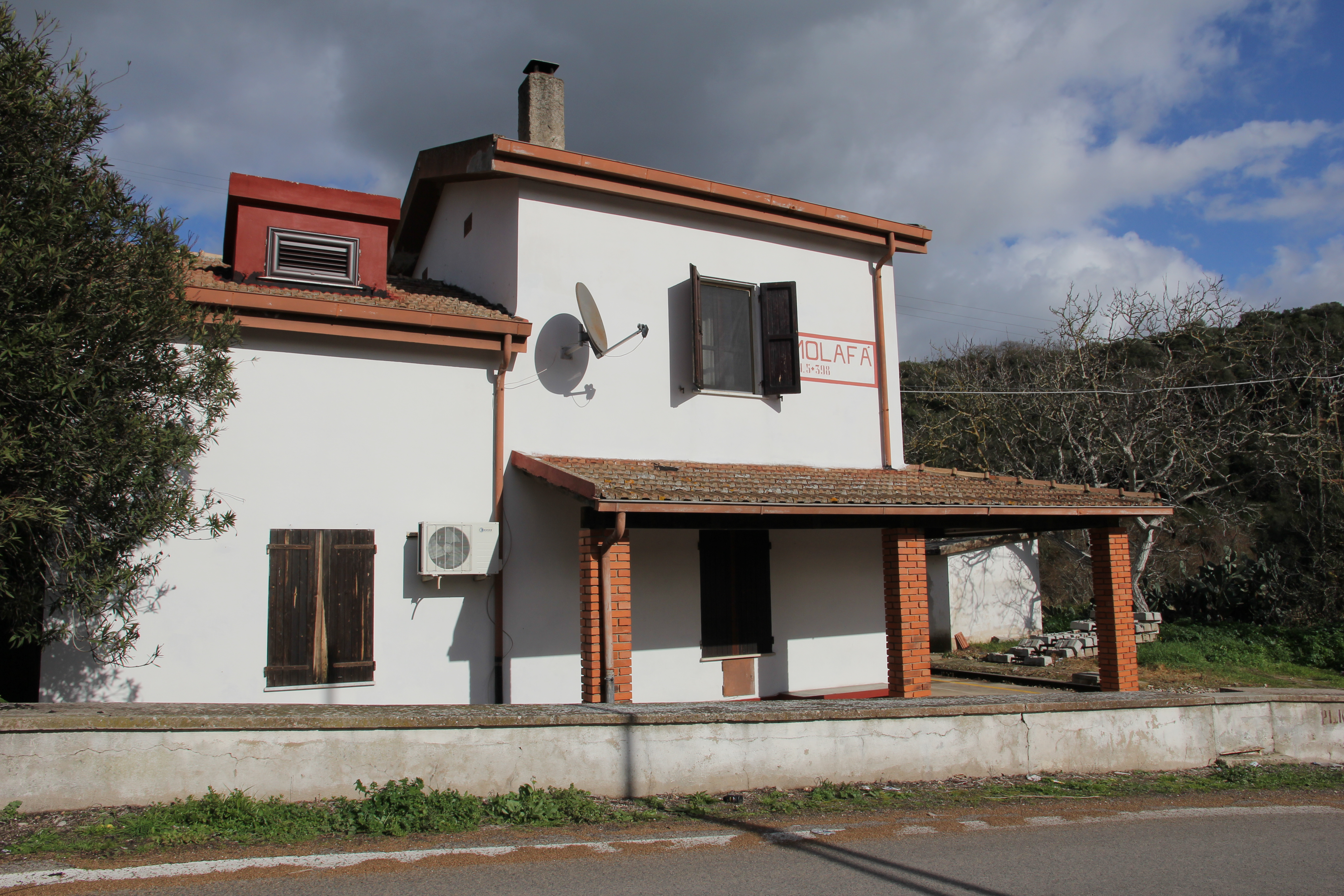
Il fabbricato viaggiatori della fermata, non più in uso per finalità di servizio

L'impianto di Molafà presenta una configurazione di fermata passante, e comprende quindi un singolo binario a scartamento ridotto (950 mm). Adiacente ad esso si trova la sola banchina dell'impianto (dotata di pensilina) ed il fabbricato viaggiatori della fermata, creato come casa cantoniera (la numero quattro della linea) in corrispondenza di un passaggio a livello sulla SS 127 bis: si tratta di un edificio formato da una parte principale a pianta quadrata e due piani di sviluppo con adiacente un'ala con altezza minore.
I locali di questa costruzione non sono più utilizzati per l'esercizio ferroviario (l'edificio è stato riconvertito ad abitazione privata) e lo scalo è impresenziato.

## Movimento
L'impianto di Molafà è servito dai treni dell'ARST in transito lungo la Sassari-Alghero, che consentono il collegamento della fermata con quest'ultima città, con Olmedo e con il centro di Sassari.